# La Treizième Heure
Pour plus de détails, voir Fiche technique et Distribution.
La Treizième Heure (The Man of the Hour) est un film muet américain de Maurice Tourneur, sorti en 1914.

## Synopsis
George Garrison se suicide après avoir été ruiné à la suite de conseils fallacieux que lui avait donnés Charles Wainwright, mais avant cela il demande à son fils Henry de le venger. Henry fait fortune dans l'Ouest, puis retourne à New York. Sous le nom d'Henry Thompson, il devient le protégé de Wainwright et tombe amoureux de la fille de celui-ci, Dallas. Il est élu maire de New York, avec le soutien de l'associé de Wainwright, le politicien Richard Horrigan. En retour, il est supposé signer le contrat liant la ville à la société de chemins de fer du financier. Henry refuse, et Wainwright et ses acolytes cherchent à le discréditer en ressortant une vieille accusation de meurtre, mais cette accusation tombe lorsque la supposée victime Joe Standing, un associé d'Henry, se présente bien vivant. Finalement, Henry accuse Wainwright d'avoir causé la mort de son père et d'avoir tenté de frauder aux dépens de la ville. Malgré la dénonciation de son père, Dallas proclame son amour pour Henry.

## Fiche technique
- Titre : La Treizième Heure
- Titre original : The Man of the Hour
- Réalisation : Maurice Tourneur
- Assistant : Oscar W. Forster
- Scénario : Maurice Tourneur, d'après la pièce The Man of the Hour de George Broadhurst (en)
- Photographie : John van den Broek
- Production exécutive : William A. Brady
- Société de production : William A. Brady Picture Plays
- Société de distribution : World Film Corporation
- Pays d'origine :  États-Unis
- Langue originale : anglais
- Format : noir et blanc — 35 mm — 1,37:1 — Muet
- Genre : drame
- Durée : 50 minutes (5 bobines)
- Date de sortie : 
  - États-Unis : 12 octobre 1914
- Licence : domaine public

## Distribution
- Robert Warwick : Henry Garrison
- Alec B. Francis : George Garrison
- Ned Burton : Richard Horrigan
- Eric Mayne : Charles Wainwright
- Johnny Hines : Perry Carter Wainwright
- Belle Adair : Dallas Wainwright
- Chester Barnett : Joe Standing
- Thomas Jackson : Shérif Smith
- Bert Starkey : Graham
- Charles Dungan : le portier du maire

## Autour du film
- Robert Warwick reprend ici le rôle qu'il avait créé dans la production de la pièce à Broadway.